# Massa d'un electró
| Valors de me              | Unitats |
| ------------------------- | ------- |
| 9,109 382 15(45)×10−31    | kg      |
| 5,485 799 0943(23)×10−4   | u       |
| 8,187 104 38(41)×10−14    | J/c²    |
| 0,510 998 910(13)         | MeV/c²  |
| Valors de l'energia de me | Unitats |
| 8,187 104 38(41)×10−14    | J       |
| 0,510 998 910(13)         | MeV     |

La massa d'un electró en repòs (símbol: me) és la massa d'un electró estacionari. És una de constants físiques fonamentals, i és molt important en química a causa de la seva relació amb el nombre d'Avogadro. Té un valor d'uns 9,11×10−31 quilograms o d'unes 5,486×10−4 unitats de massa atòmica, equivalent a una energia d'uns 8,19×10−14 joules o d'uns 0,511 MeV (Megaelectró volts).

## Relació amb altres constants físiques
La massa de l'electró es fa servir per calcular el nombre d'Avogadro, NA:
{\displaystyle N_{\rm {A}}={\frac {M_{\rm {u}}A_{\rm {r}}({\rm {e}})}{m_{\rm {e}}}}={\frac {M_{\rm {u}}A_{\rm {r}}({\rm {e}})c\alpha ^{2}}{2R_{\infty }h}}}
També està relacionada, doncs, amb la unitat de massa atòmica, mu:
{\displaystyle m_{\rm {u}}={\frac {N_{\rm {A}}}{M_{\rm {u}}}}={\frac {A_{\rm {r}}({\rm {e}})}{m_{\rm {e}}}}={\frac {A_{\rm {r}}({\rm {e}})c\alpha ^{2}}{2R_{\infty }h}}}